# Salies-du-Salat
Salies-du-Salat (okcitansko Salias de Salat) je zdraviliško naselje in občina v južnem francoskem departmaju Haute-Garonne regije Jug-Pireneji. Leta 2008 je naselje imelo 1.928 prebivalcev.

## Geografija
Naselje leži v pokrajini Comminges ob reki Salat, 25 km jugovzhodno od Saint-Gaudensa.

## Uprava
Salies-du-Salat je sedež istoimenskega kantona, v katerega so poleg njegove vključene še občine Ausseing, Belbèze-en-Comminges, Cassagne, Castagnède, Castelbiague, Escoulis, Figarol, Francazal, His, Mane, Marsoulas, Mazères-sur-Salat, Montastruc-de-Salies, Montespan, Montgaillard-de-Salies, Montsaunès, Roquefort-sur-Garonne, Rouède, Saleich, Touille in Urau z 8.239 prebivalci.
Kanton Salies-du-Salat je sestavni del okrožja Saint-Gaudens.

## Zanimivosti
- toplice z izvirom slatine (320 gramov na liter),
- cerkev milostne Matere Božje.